# Delphiniobium aconitifoliae
Delphiniobium aconitifoliae är en insektsart som beskrevs av Zhang, G.-x. och Ge-Xia Qiao 2000. Delphiniobium aconitifoliae ingår i släktet Delphiniobium och familjen långrörsbladlöss. Inga underarter finns listade i Catalogue of Life.